# يورمان بولاس بارتولو
يورمان بولاس بارتولو (بالألمانية: Yorman Polas Bartolo)‏ مواليد 8 أغسطس 1985 في كوبا، هو لاعب كرة سلة كوبي. بدأ مسيرته الاحترافية في سنة 2005. يحمل الرقم 13. يبلغ طوله 6 قدم 4 بوصة (1.9 م). لعب مع غيسن فورتي سيكسرز وتليكوم باسكتس بون في الدوري الألماني لكرة السلة.

## روابط خارجية
- يورمان بولاس بارتولو على موقع كرة السلة الأوروبية.كوم (الإنجليزية)
- يورمان بولاس بارتولو على موقع ريلجم (الإنجليزية)
- يورمان بولاس بارتولو على موقع بروبوليرز (الإنجليزية)